# نورانية (غنوصية)
في الغنوصية الشيثية، النوراني هو كائن يشبه الملاك (أو هو مسكن سماوي كما في أبوكريفون يوحنا). هناك عادةً أربعة كائنات نورانية بارزة في النصوص الغنوصية السيثية، مثل أبوكريفون يوحنا، والكتاب المقدس للروح الخفيّة العظيمة، وزوستريانوس. يُعتبر النورانيون فيوضات منبثقة من الثالوث الإلهي الأسمى الذي يتكون من الأب (الروح الخفيّة)، والأم (باربيلو)، والطفل (أوتوغينيس)، وهم على الترتيب تنازليًا من الأعلى إلى الأدنى:
1. هرموزيل (أو أرموزيل)
2. أوريائيل
3. دافيث (أو دافيثاي)
4. إيليث

## إيليث
إيليث هي أحد الكائنات النورانية في الغنوصية الشيثية. ورد ذكرها في نصوص أقنوم الأراخنة وفي ابوكريفون يوحنا والأشكال الثلاثة للفكر الأوّل التي وجدت ضمن مخطوطات نجع حمادي سنة 1945م، وربما ذكرت أيضًا في إنجيل يهوذا بلفظ إل.
في نص أقنوم الأراخنة، تنزل إيليث من الملأ الأعلى لإنقاذ نوريا بعد أن استغاثت بالموناد لمساعدتها ضد الأراخنة الذين حاولوا الاستيلاء عليها. وبعد ظهور إيليث، ابتعدت الأراخنة عن نوريا، وأخبرت إيليث نوريا بأصلها الحقيقي وأصل العالم.